# Đấu Liêm
Đấu Liêm (chữ Hán: 鬬廉), họ Mị (tức Hùng), thị tộc Đấu, vương thân nước Sở đời Xuân Thu trong lịch sử Trung Quốc.

## Cuộc đời
Cha là Sở Nhược Ngao, anh là Sở Tiêu Ngao, Đấu Bá Tỷ.
Mùa xuân năm 701 TCN, nước Vân tại Bồ Tao liên hợp với 4 nước Tùy, Giảo, Châu (州), Liệu đánh nước Sở. Đấu Liêm đề nghị Mạc ngao Khuất Hà đưa quân tinh nhuệ tập kích quân đội nước Vân. Khuất Hà muốn cầu viện Sở Vũ vương, Đấu Liêm lấy trận Mục Dã để khích lệ Khuất Hà. Ông ta lại muốn chiêm bốc để xem kết quả trận đánh, Đấu Liêm phản đối, cho rằng chiêm bốc là để giải quyết nghi hoặc, không có nghi hoặc thì không cần chiếm bốc làm gì! Khuất Hà nghe theo, giành được đại thắng.
Năm 664 TCN, lệnh doãn Tử Nguyên (con Vũ vương) vào ngủ ở vương cung, ý đồ dụ dỗ phu nhân Tức Quy của Văn vương (tức là mẹ của Thành vương). Đấu Liêm vào cung can ngăn, bị Tử Nguyên bắt giam lại. Mùa thu năm ấy, Thân công Đấu Ban phát động chánh biến, giết Tử Nguyên, thả Đấu Liêm ra.